# Vバンド
Vバンドは電磁スペクトルのマイクロ波の中でも40-75GHzのものとIEEEにより与えられた規格名。ミリ波レーダーや他の種類の科学研究を除き、あまり使われていない。UHF周波数帯の600–1000MHz帯域のバンドV（バンド5）と混同しないよう注意する必要がある。
Vバンドは大容量地上ミリ波通信システムにも使用されている。アメリカ合衆国では連邦通信委員会が免許のいらない無線システムに対し57-71GHzの周波数帯を割り当てている。これらのシステムは主に高容量、短距離（1マイル未満）の通信に使用される。さらに、70, 80, 90GHzの周波数はマルチギガビット無線通信の「軽く認可された」帯域として割り当てられている。Vバンドの全ての通信回線は送信点と受信点の間に非妨害の照準線を必要とし、回線予算分析を実行するにはレイン・フェードを考慮しなくてはならない。

## 使用
1995年12月15日、星座内の衛星間の世界初のクロスリンク通信に60GHzのVバンドが使用された。この通信はアメリカのMilstar 1とMilstar 2の間で行われた。60GHzは高いデータレート、狭いビームを可能とし、酸素の強力な吸収帯にあり地上にいる敵による傍受に対する保護を提供できるため、安全な衛星クロスリンクにとって魅力がある。

### 非常に短い範囲のWi-Fi
Wi-Fi規格のIEEE 802.11adは、60GHz（EHFマイクロ波）スペクトルを利用して、10メートル (33 ft)までの非常に短い範囲で最大7Gbit/sのデータ転送速度を持つかもしれない。

### モバイルバックホール
携帯事業者はより多くの帯域幅を必要としているため、無線バックホールのコストを削減するために新たな周波数帯を探している。ライセンスが免除されているVバンドスペクトル(57-71 GHz)とEバンドスペクトル(71-76 GHz, 81-86 GHz, 92-95 GHz)の両方がはっきりとした技術的・経済的利点を有している。これらの帯域に割り当てられた27GHzは6-38GHzの帯域幅制限周波数をはるかに超える数ギガビット/秒の容量を可能にする。

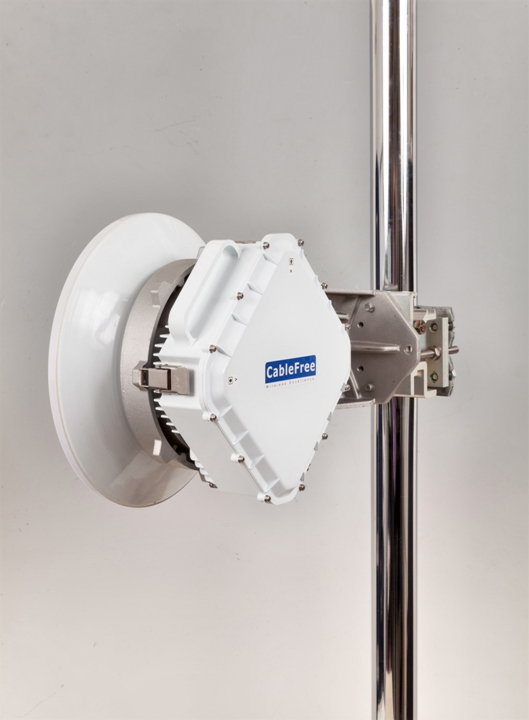
Point to Point無線バックホール回線を作るために使われる高利得指向性アンテナを備えたCableFree V-Band 60GHz MMW link

VバンドおよびEバンドスペクトルでは、無線システムは非常に広く割り当てられたスペクトルおよびチャネルを利用して、マルチギガビットのデータ速度を提供することができる。これによりシンプルで強固で低コストのモデムとラジオの設計が可能となる。よって、VバンドとEバンドのミリ波無線システムは6-38GHz無線システムに比べてコストの優位性を多く提供する（追加の無線機器やライセンス料なしでギガビット容量まで拡張することができる）。

### 無線広帯域
インターネットサービスプロバイダはギガビットの高速サービスを客に展開する方法を探している。FTTP広帯域ネットワークアーキテクチャや、使用者に対する光ファイバーケーブルのトレンチングコストを低減するために行われるミドルマイルのファイバー網と組み合わせたラストマイルの固定無線を用いるより手頃の代替品によりこれらが実現できる。アメリカではVバンドは免許が必要ない。よってVバンドは家庭や会社に接続するためのギガビットサービスの固定無線アクセスとして魅力的な選択肢となっている。

### 衛星配置
2017年3月現在、アメリカのいくつかの企業（ボーイング、SpaceX、OneWeb、Telesat、O3b Networks、Theia Holdings）はそれぞれ連邦通信委員会に以前は「商用通信サービスに多用されていなかった」電磁スペクトルの「通信サービスを提供するための非対地同期軌道上のVバンド衛星のコンステレーション配置の計画」を提出している。